# Boquerón (Panama)
Boquerón è un comune (corregimiento) della Repubblica di Panama situato nel distretto di Boquerón, provincia di Chiriquí di cui è capoluogo. Si estende su una superficie di 40 km² e conta una popolazione di 3.881 abitanti (censimento 2010).  